# Plane (film)
Plane är en amerikansk action-thrillerfilm från 2023. Filmen är regisserad av Jean-François Richet och är skriven av Charles Cumming och J. P. Davis. Huvudrollerna spelas av Gerard Butler och Mike Colter.
Filmen hade biopremiär i Sverige den 20 januari 2023, utgiven av Nordisk Film.

## Handling
Filmen handlar om den skotske piloten Brodie Torrance, som ska flyga ett flygplan med totalt fjorton passagerare från Singapore till Honolulu (via Tokyo). När Brodie ska ta en genväg över Sydkinesiska havet, blir hans plan kraftigt stormskadat, och tvingas därför göra en nödlandning. Platsen som planet nödlandar på visar sig vara den avlägsna ön Joloön i Filippinerna. Där ska det snart dyka upp en militär rebellarmé, som väljer att hålla planets alla passagerare (förutom den fängslade mördaren Louis Gaspare) som gisslan. Brodie bestämmer sig då för att samarbeta med Gaspare, för att rädda de övriga passagerarna från soldaternas klor och se till så att de återigen hamnar i säkerhet. Kommer deras samarbete lyckas rädda hela dagen, eller kommer passagerarna fortsatt att hållas som gisslan?

## Rollista
- Gerard Butler – Brodie Torrance
- Mike Colter – Louis Gaspare
- Tony Goldwyn – Scarsdale
- Yoson An – Samuel Dele
- Evan Dane Taylor – Datu Junmar
- Paul Ben-Victor – Terry Hampton
- Daniella Pineda – Bonnie Lane
- Lilly Krug – Brie Taylor
- Kelly Gale – Katie Dhar
- Joey Slotnick – Matt Sinclair